# Blandiana (gmina)
Blandiana (niem. Stumpach) – gmina w okręgu Alba w Rumunii.
W gminie jest 5 wsi: Acmariu, Blandiana, Ibru, Poieni i Răcătău. W 2011 roku gmina miała 879 mieszkańców.